# Kurzia flagellifera
Kurzia flagellifera là một loài Rêu trong họ Lepidoziaceae. Loài này được (Stephani) Grolle mô tả khoa học đầu tiên năm 1964.